# Diplura uniformis
Diplura uniformis är en spindelart som först beskrevs av Cândido Firmino de Mello-Leitão 1923.  
Diplura uniformis ingår i släktet Diplura och familjen Dipluridae. Inga underarter finns listade i Catalogue of Life.